# Mörarps socken
Mörarps socken i Skåne ingick i Luggude härad, ingår sedan 1971 i Helsingborgs kommun och motsvarar från 2016 Mörarps distrikt.
Socknens areal är 16,43 kvadratkilometer varav 16,30 land. År 2000 fanns här 1 832 invånare. Herrgården Marielund samt huvuddelen av tätorten Mörarp med  sockenkyrkan Mörarps kyrka ligger i socknen.

## Administrativ historik
Socknen har medeltida ursprung. 
Vid kommunreformen 1862 övergick socknens ansvar för de kyrkliga frågorna till Mörarps församling och för de borgerliga frågorna bildades Mörarps landskommun. Landskommunen utökades 1952 och uppgick 1971 i Helsingborgs kommun. Församlingen uppgick 2002 i Mörarp-Hässlunda församling som 2010 uppgick i Kropps församling..
1 januari 2016 inrättades distriktet Mörarp, med samma omfattning som församlingen hade 1999/2000.  
Socknen har tillhört län, fögderier, tingslag och domsagor enligt vad som beskrivs i artikeln Luggude härad. De indelta soldaterna tillhörde Norra skånska infanteriregementet, Luggude kompani och Skånska husarregementet, Fjärresta skvadron, Majorns kompani.

## Geografi
Mörarps socken ligger öster om Helsingborg. Socknen är en odlad mjukt kuperad slättbygd.

## Fornlämningar
Från järnåldern finns ett gravfält med domarringar och skeppssättningar.

## Befolkningsutveckling
| Befolkningsutvecklingen i Mörarps socken 1571–2000 | Befolkningsutvecklingen i Mörarps socken 1571–2000 | Befolkningsutvecklingen i Mörarps socken 1571–2000 | Befolkningsutvecklingen i Mörarps socken 1571–2000 | Befolkningsutvecklingen i Mörarps socken 1571–2000 |
| -------------------------------------------------- | -------------------------------------------------- | -------------------------------------------------- | -------------------------------------------------- | -------------------------------------------------- |
|                                                    |                                                    |                                                    |                                                    |                                                    |
| År                                                 |                                                    |                                                    | Invånare                                           |                                                    |
| 1571                                               | 1571                                               |                                                    | 2671                                               | 2671                                               |
| 1620                                               | 1620                                               |                                                    | 2531                                               | 2531                                               |
| 1699                                               | 1699                                               |                                                    | 3041                                               | 3041                                               |
| 1718                                               | 1718                                               |                                                    | 3431                                               | 3431                                               |
|                                                    |                                                    |                                                    |                                                    |                                                    |
| 1810                                               | 1810                                               |                                                    | 492                                                | 492                                                |
| 1820                                               | 1820                                               |                                                    | 549                                                | 549                                                |
| 1830                                               | 1830                                               |                                                    | 590                                                | 590                                                |
| 1840                                               | 1840                                               |                                                    | 654                                                | 654                                                |
| 1850                                               | 1850                                               |                                                    | 791                                                | 791                                                |
| 1860                                               | 1860                                               |                                                    | 857                                                | 857                                                |
| 1870                                               | 1870                                               |                                                    | 877                                                | 877                                                |
| 1880                                               | 1880                                               |                                                    | 870                                                | 870                                                |
| 1890                                               | 1890                                               |                                                    | 739                                                | 739                                                |
| 1900                                               | 1900                                               |                                                    | 739                                                | 739                                                |
| 1910                                               | 1910                                               |                                                    | 776                                                | 776                                                |
| 1920                                               | 1920                                               |                                                    | 955                                                | 955                                                |
| 1930                                               | 1930                                               |                                                    | 1 018                                              | 1 018                                              |
| 1940                                               | 1940                                               |                                                    | 1 004                                              | 1 004                                              |
| 1950                                               | 1950                                               |                                                    | 990                                                | 990                                                |
| 1960                                               | 1960                                               |                                                    | 1 120                                              | 1 120                                              |
| 1970                                               | 1970                                               |                                                    | 1 188                                              | 1 188                                              |
| 1980                                               | 1980                                               |                                                    | 1 512                                              | 1 512                                              |
| 1990                                               | 1990                                               |                                                    | 1 861                                              | 1 861                                              |
| 2000                                               | 2000                                               |                                                    | 1 836                                              | 1 836                                              |
|                                                    |                                                    |                                                    |                                                    |                                                    |
| 1 Beräknad folkmängd                               |                                                    |                                                    |                                                    |                                                    |

## Namnet
Namnet skrevs omkring 1225 Myrutorp och kommer från kyrkbyn. Efterleden är torp, 'nybygge'. Förleden kan innehålla myra, 'myr, mosse' med oklar syftning..